# 아피아 가도

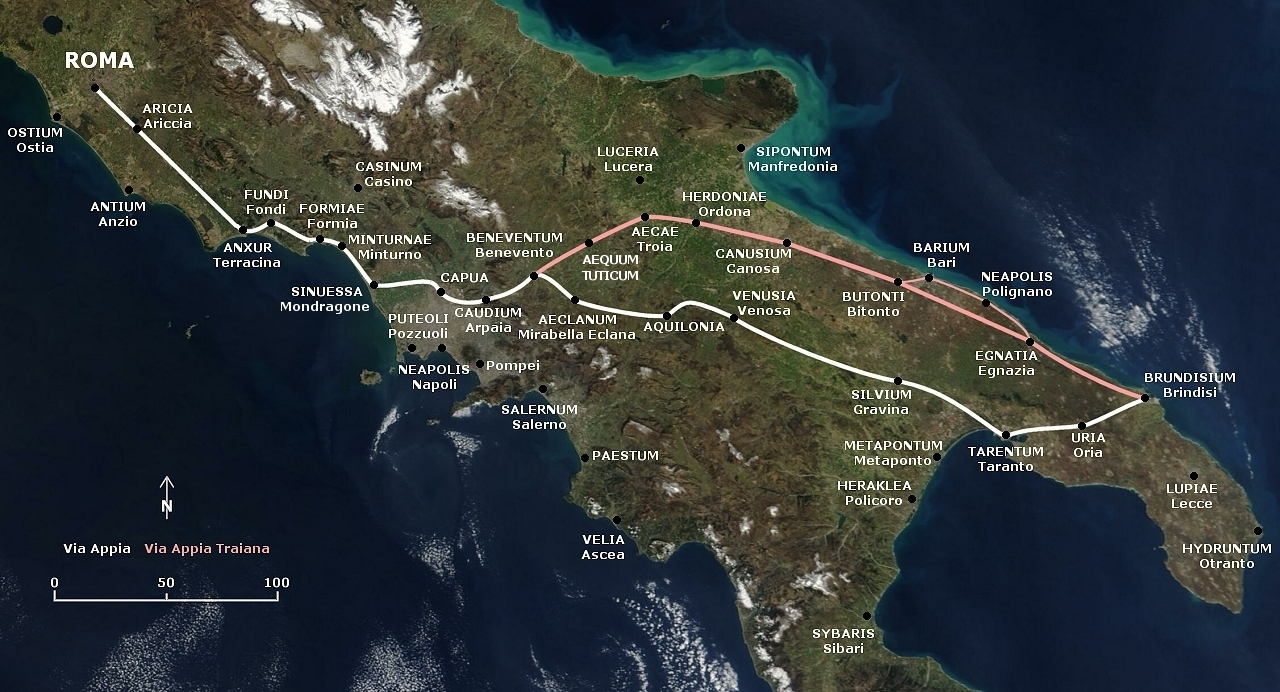
비아 아피아와 비아 아피아 트라이아나를 나타낸 지도.

아피아 가도(라틴어 및 이탈리아어: Via Appia)는 이탈리아의 로마 공화정 시대에 지어진 도로이다. 고대 로마에서 가장 먼저 만들어진 도로이기도 하다. 이 도로는 로마에서 시작되어 풀리아주의 브린디시까지 이어진다.

## 기원

### 명칭
아피아 가도라는 이름은 로마의 감찰관인 아피우스 클라우디우스 카이쿠스가 삼니움 전쟁 중이었던 기원전 312년에 처음으로 군사 도로로 사용한 뒤에 붙여졌다. 아피우스가 도로 건설을 입안하고 직접 총감독을 맡았기 때문에 그의 이름이 붙었다. 로마 수도(水道) 중 최초의 수도(아피아 수도) 역시 같은 시기인 기원전 312년에 건설이 시작되었다.

### 도로 건설의 필요성
로마 군대는 군대를 재정비하고 다시 전투를 준비할 수 있는 기지에 의존했다. 이 기지는 전장에서 바로 공격할 기회를 기다릴 수 있도록 많은 수의 로마 병사를 수용할 수 있었다. 하지만 이런 기지들은 수도인 로마에서부터 연결되어 출입이 쉽고 물자 공급이 수월한 좋은 도로를 필요로 했다. 이 때문에 기원전 4세기 중반, 아피아 가도는 군사적 물자 교류를 위한 중요 수송로로 건설되었다.
특히 제 1차 삼니움 전쟁(343–341 BC)에서, 로마인들은 늪지 건너의 삼니움인들에 맞서 평원에서 군대를 지원하거나 재공급할 수 없음을 알았기 때문에 도로의 필요성이 더욱 부각되었다.

## 역사

### 확장
에트루리아인들이 지배했던 초기의 로마 시대에 지어진 몇몇 도로들은 대개 로마를 벗어나서 에트루리아를 이어주었다. 공화정 시대부터 로마인들은 도로 건설의 주역이 되어 이탈리아 내의 도로들을 확장했다. 이 도로는 로마(이는 로마 제국과는 다르며, 초기의 로마 공화국을 말한다.)의 영역을 벗어나서 건설된 최초의 도로다. 이러한 도로들은 이티네라리움 (Itinerarium) 을 통해 목적지가 결정되고 계획되어, 로마 시에서 영토 경계선까지 확장되었다. 이 시대에 "모든 길은 로마로 통한다."라는 속담이 생기게 되었다.

### 관련 기록
아피아 가도의 중요성은 당시 스타티우스가 문헌에 기록했던 이름에서부터 다.
Appia teritur regina longarum viarum
아피아 테리투르 레지나 론가룸 위아룸
"아피아 가도는 도로의 여왕이다."

### 관련 사건

#### 스파르타쿠스와 그의 부하들의 처형
기원전 73년, 카푸아에서 스파르타쿠스 전쟁으로 알려진 반란이 있었다. 실패로 끝난 이 반란에서 포로가 된 노예 6천 명은 모두 십자가형에 처해졌는데, 아피아 가도를 따라 로마에서 카푸아까지 이르는 200km에 달하는 도로변에 그것을 늘어놓았다.

#### 1960년 하계 올림픽
1960년 하계 올림픽을 위하여 아피아 가도는 남자 마라톤 코스의 일부가 되었으며 에티오피아의 아베베 비킬라가 금메달을 차지하였다.

## 기술적인 특징
로마 가도에는 그때까지의 길과는 다른 몇 가지 특징이 있다.

### 직선적
군대의 수송을 목적으로 한 도로이므로 가능한 한 평탄한 직선으로 건설되었다. 예를 들어 길을 평탄하게 유지하기 위해 지반이 약한 습지대에서는 말뚝을 많이 박아 토대를 쌓고 그 위에 도로를 건설했다. 또한 강이나 계곡에서는 길과 같은 높이로 다리를 만들어 도로가 지나가도록 했다.

### 인도와 차도의 구분
군대의 신속한 이동을 위해서 일반인과 수송병력이 도로에서 뒤섞이지 않도록 너비 1~3미터 정도의 인도를 차도의 양 옆에 따로 만들었다.

### 포장 마차
중요한 로마 가도의 대부분을 전부 포석으로 포장했다. 놀랍게도 그 포장 구조는 현대의 도로와 거의 비슷하다. 포장 전체 두께는 1.0 ~ 1.5 미터 정도이며, 최상층에는 접합면이 맞물리도록 자른 한 변 70 센터미터 정도의 큰 돌을 빈틈없이 깔았다.

### 용이한 배수
가도의 유지, 보수가 용이하도록 빗물에 대한 대책을 마련했다. 도로 중앙부는 높이고 가장자리는 낮게 아치형으로 만들어(현대의 도로 구조와 유사) 비가 오면 빗물이 가장자리로 고이도록 만들었다. 도로 가장자리에는 움푹 패인 배수구를 만들기도 하였다. 또한 침입한 물이 고이는 것을 방지하기 위해 포장의 최하층에는 자갈을 깔았다.

### 수목에 대한 대책
지하로 뻗는 수목의 뿌리는 가도의 차도 부분에 좋지 않은 영향을 끼칠 수 있기 때문에 도로 포석 포장의 바로 바깥쪽에 나무를 심는 것을 엄격하게 금지했다. 현재 인도 부분에 있는 나무들은 당시에 없던 것들이다.

## 관광 자원화
현재 아피아 가도는 원래의 목적을 상실하고 관광을 위한 산책로로 이용되고 있다. 로마 시대에는 황제 이외에 성벽 안쪽에 묘를 만드는 것이 금지되어 있어서 대부분의 사람들이 접근하기 편리한 가도 주변에 묘를 만들었는데, 이 묘들은 현재 관광의 대상이 되어있다. 로마 주변의 아피아 가도는 지역 주민을 제외하고는 자동차 통행이 금지되어 있다.

## 사진

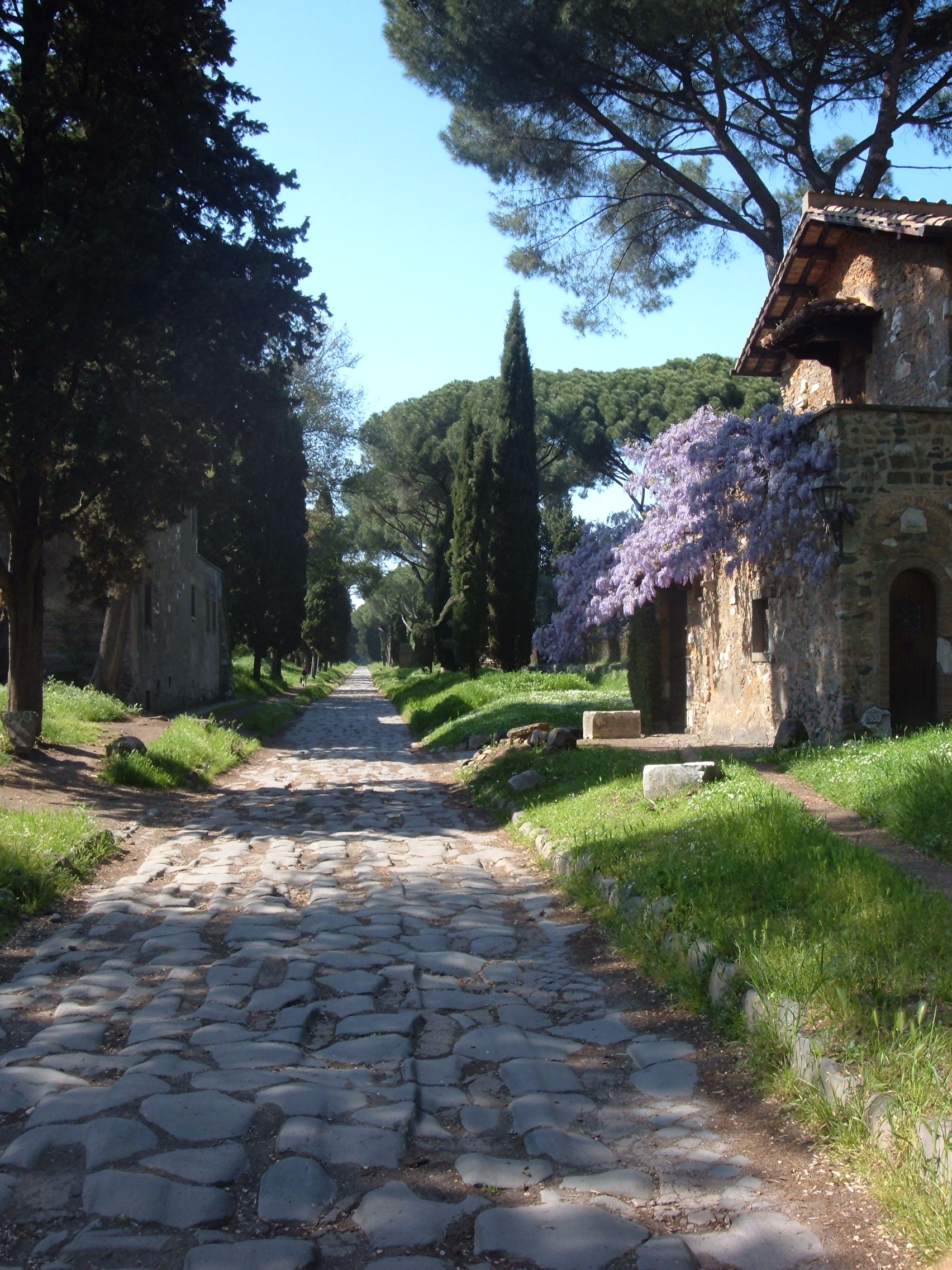
로마에 위치한 현존하는 아피아 가도. 콰르토 밀리오 근처
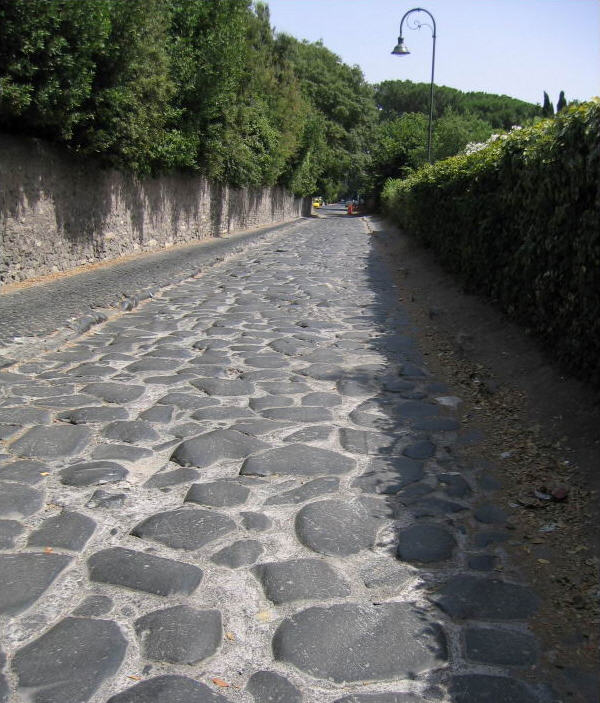
로마 근처
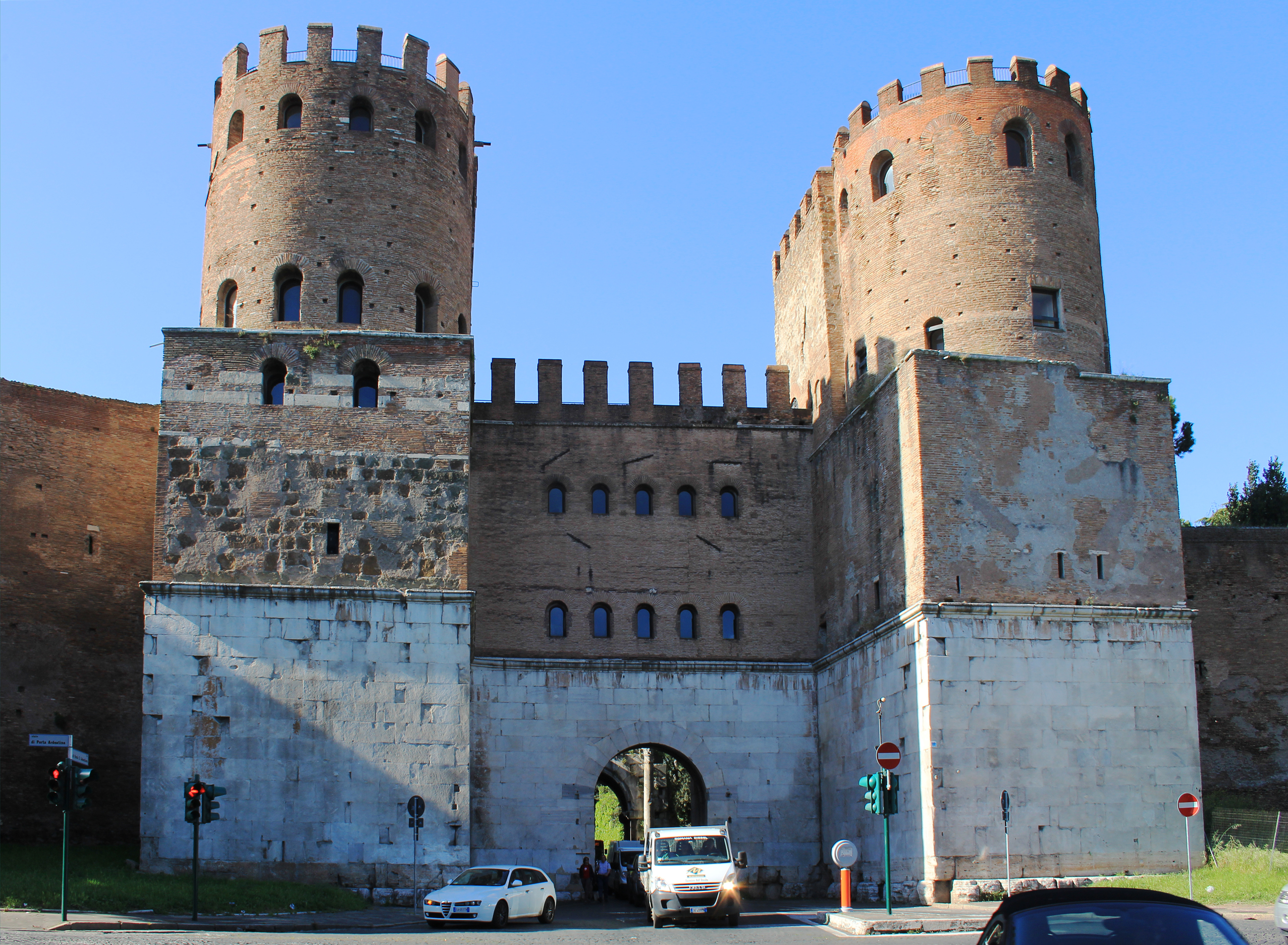
'포르타 산 세바스티아노' (Porta San Sebastiano)는 아우렐리아누스 성벽에 위치한 아피아 가도의 정문이다.
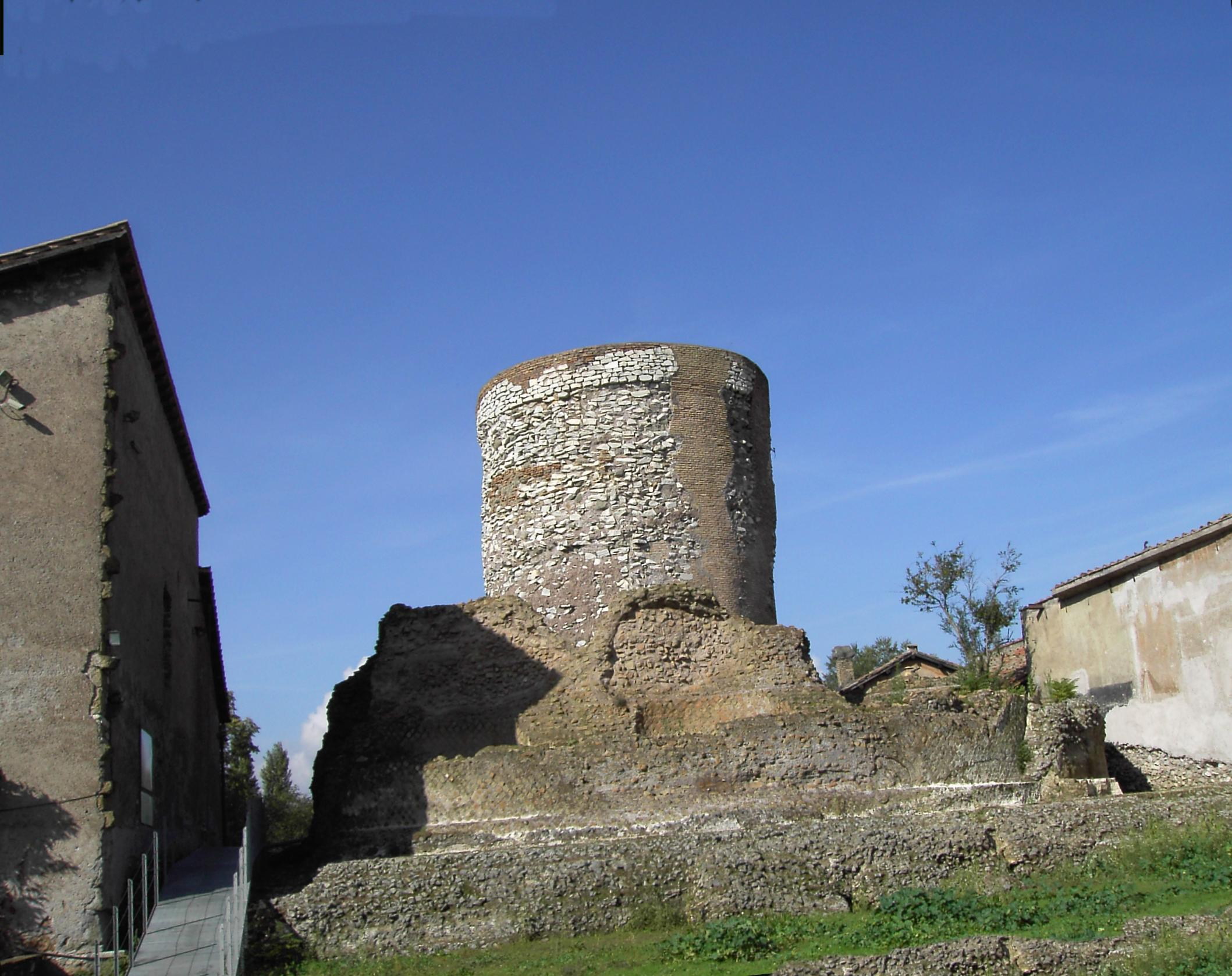
프리스실라 무덤.
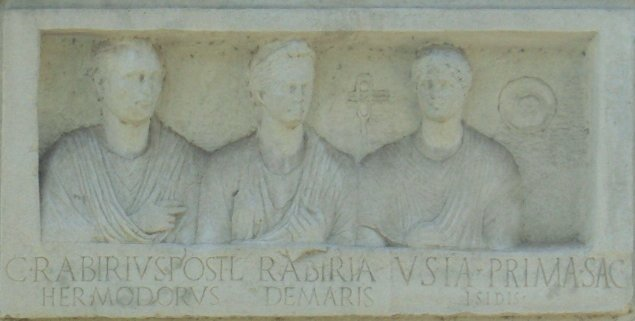
비아 아피아의 길목에 위치한, 이시스의 여사제였던 카이우스 라피리우스 포스투무스 헤르모도루스, 루시아 라비리아 데마리스, 우시아 프리마의 기념 무덤에 있는 조각. 콰르토 밀리오 근처에 위치한다.
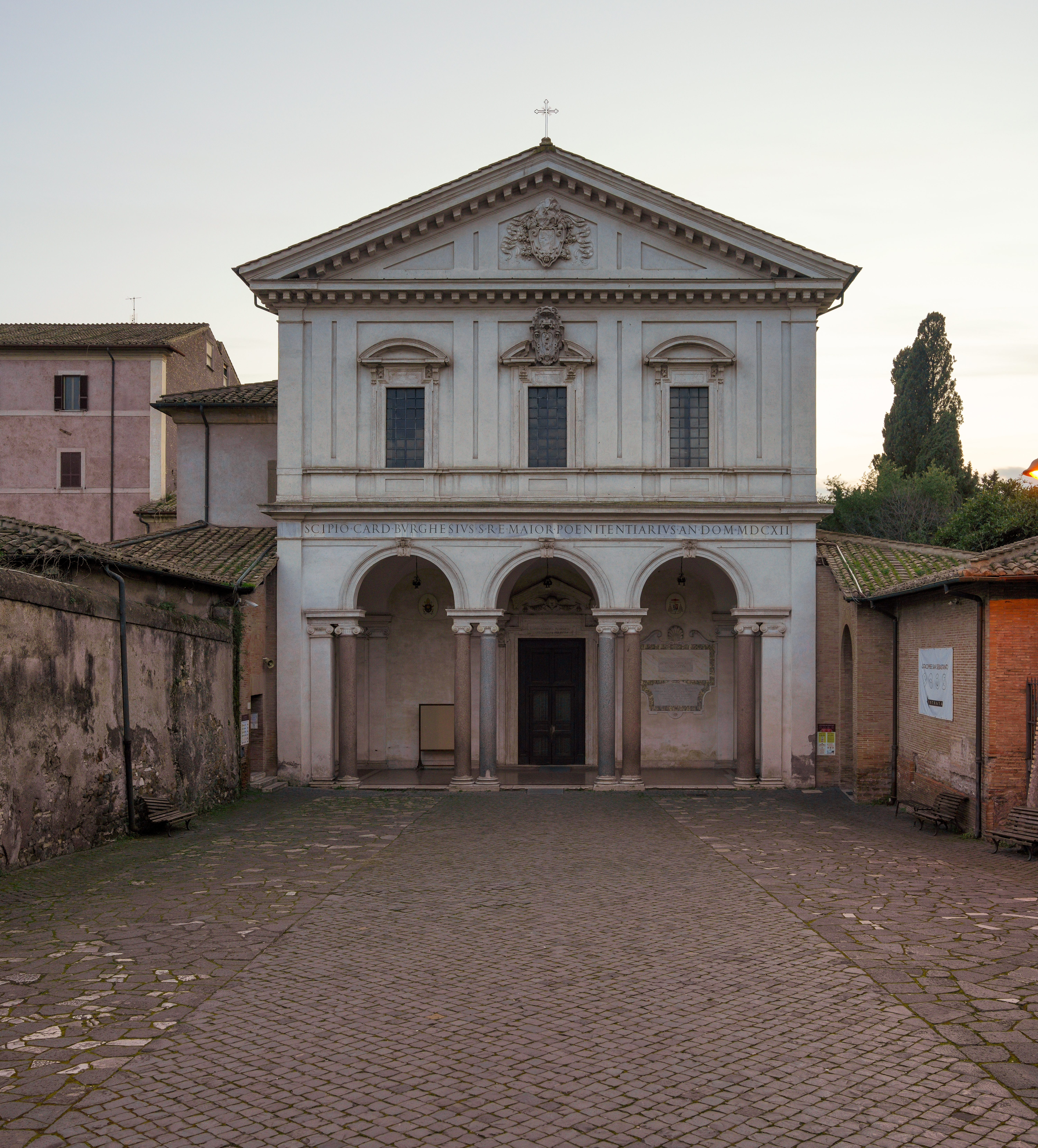
산 세바스티아노 푸오리 레 무라, 산 세바스티아노에 위치한 카타콤 무덤.
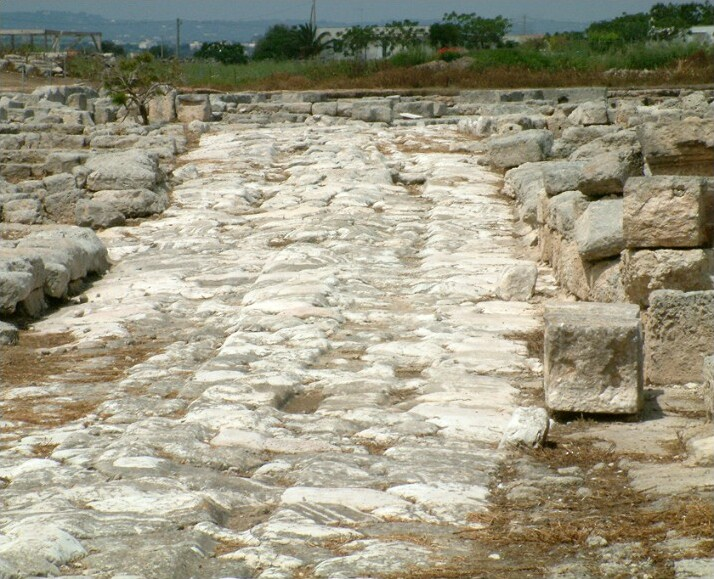
Emperor Trajan built a deviation of Via Appia. This is a tract of Via Appia Traiana near Egnatia. 오랜 세월동안 이용된 탓에 단단한 포석에 생긴 수레바퀴 흔적을 발견할 수 있다.

## 같이 보기
- 로마의 공학
- 로마의 소나무